# Hypercapnie tolérable
 (décembre 2007).
Si vous disposez d'ouvrages ou d'articles de référence ou si vous connaissez des sites web de qualité traitant du thème abordé ici, merci de compléter l'article en donnant les références utiles à sa vérifiabilité et en les liant à la section « Notes et références ».
En pneumologie, l'hypercapnie tolérable est une approche qui consiste à tolérer une certaine augmentation de la PaCO2 et une diminution modérée du pH qui sera en partie compensée par une augmentation des ions bicarbonates. En pratique, il s'agit de fixer les limites admissibles de dioxyde de carbone (CO2) dans l'atmosphère des locaux où séjournent des personnes.

## Cas des expositions professionnelles
Les expositions professionnelles sont définies par une exposition de 8 heures par jour, 5 jours par semaine.
Certains pays comme les États-Unis, la Suède et l’Allemagne, préconisent une valeur moyenne d’exposition au dioxyde de carbone (VME) dans l’air des locaux de travail à 0,5 %. En France, jusqu’à ce jour, bien qu’aucune recommandation officielle n’ait été faite pour la VME d’exposition au CO2, l’alignement sur les trois pays sus cités est souvent la règle.

## Cas des atmosphères confinées
Dans le cas particulier de la vie en espace clos (véhicules spatiaux, sous-marins…), la situation est plus complexe car deux types d’expositions sont à envisager : l’exposition en situation habituelle qui peut dépasser plusieurs mois en présence de faibles pressions partielles de CO2, et l’exposition en situation accidentelle de durée plus courte mais avec des pressions partielles plus importantes à la suite notamment d'une avarie des systèmes de régénération de l’atmosphère.
Dans ces deux circonstances, la détermination des limites admissibles repose sur le choix du meilleur  compromis possible entre les contraintes techniques des installations d’épuration du CO2 d’origine métabolique d’une part et la tolérance des sujets à l’hypercapnie exogène d’autre part.
1. Pour des expositions de longues durées dépassant plusieurs semaines, le choix d’une pression partielle de 0,48 kPa (concentration de 0,5 % à PB = 101,3 kPa) paraît justifié dans la mesure où les variations des différents paramètres biophysiologiques mesurés sont  à la limite du seuil de sensibilité des appareils de mesure (cf. hypercapnie). Cette valeur a notamment été retenue par l’Agence spatiale Européenne pour les vols habités et par la Suède pour la vie à bord des sous-marins.
2. Cependant, en cas de contraintes techniques importantes (problèmes d’encombrement  et de rendement des installations de régénération), la valeur de 0,65 kPa (concentration de 0,7 %) reste admissible et représente un bon compromis entre les capacités des unités d’absorption d’une part et la bonne tolérance des sujets à cette pression partielle d’autre part[3].
3. En cas de nécessité, les valeurs de 2,85 kPa et 3,8 kPa (soit 3 et 4 % à PB 101,3 kPa) pourront être tolérées respectivement pendant 24 heures et une heure sans risque pour les sujets.
4. L’ensemble des valeurs proposées pour les limites admissibles dans la vie en espace clos pourra être revu, le cas échéant, en fonction de l’évolution des connaissances sur le sujet.

## Prévention dans le cas particulier de la plongée
En plongée l'hypercapnie peut avoir une origine exogène et/ou endogène, avec comme conséquences un effet potentialisateur sur l'effet toxique de l'oxygène, sur l'effet narcotique des gaz inertes et la survenue d'accidents de décompression.
Afin d'éviter une hypercapnie exogène, il est donc important de veiller à ce que la pression partielle de CO2 dans les bouteilles soit aussi proche que possible de zéro ce qui suppose un contrôle rigoureux de la composition du mélange gazeux à la sortie des compresseurs utilisés pour le gonflage.
L'hypercapnie en plongée peut aussi avoir une origine endogène dans le cas de résistances respiratoires importantes de l'équipement de tête et/ou de la densité des mélanges gazeux, ce qui provoque un accroissement de la production métabolique de CO2 par les muscles respiratoires. L'élimination du CO2 freinée par les résistances mécaniques de l'équipement peut alors induire une rétention plus ou moins importante de CO2 dans l'organisme (hypercapnie).
Aussi, dans tous les cas, dès les premiers signes d'essoufflement (augmentation du volume courant et de la fréquence respiratoire), en liaison possible à une hypercapnie, il convient de réduire la profondeur d'immersion de manière à faire chuter la pression partielle de CO2 et donc d'atténuer concomitamment les effets associés de l'hypercapnie.
En surface, les maux de tête peuvent persister assez longtemps, car l'évacuation du CO2 emmagasiné peut prendre parfois plusieurs heures. Il est par conséquent prudent de procéder à l'oxygénothérapie normobare de la victime.
NB : c'est une précaution qui est prise car la présence de dioxyde de carbone d'origine exogène est souvent associée au monoxyde de carbone dont l'élimination plus difficile nécessite systématiquement le recours à l'oxygénothérapie.